# Pochodzenie życia

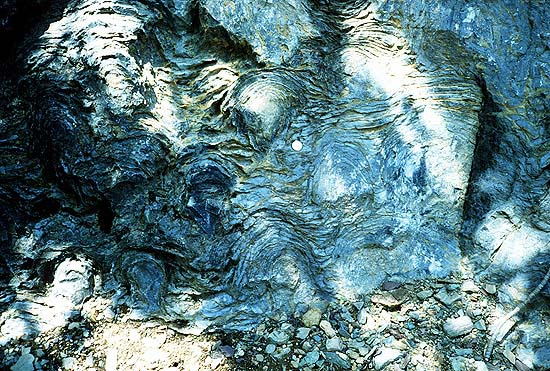
Stromatolity w prekambryjskiej formacji Siyeh z Parku Narodowego Glacier w USA.
W 2002 roku William Schopf z UCLA ze współpracownikami opublikował kontrowersyjną pracę w czasopiśmie naukowym „Nature”, w której dowodzili, że w kopalnych matach mikrobialnych można znaleźć mikroskamieniałości sprzed 3,375 i 3,465 miliarda lat.

Pochodzenie życia, biogeneza (gr. bíos ‘życie’, génesis ‘pochodzenie’), biopoeza – zagadnienie pochodzenia życia będące przedmiotem badań naukowych oraz rozważań religijnych i filozoficznych.

## Historia
Od czasów starożytności do XIX wieku powszechnie wierzono w możliwość samorodnego powstawania pewnych organizmów (np. robaków z zepsutego mięsa). W latach 70. XIX wieku doświadczenia Ludwika Pasteura wykazały, że samorództwo nie istnieje nawet w przypadku bakterii. Otworzyło to drogę dla badań nad zagadnieniem pochodzenia życia, które stanowią „jedno z najtrudniejszych i nie w pełni rozwikłanych zagadnień biologii”.
Charles Darwin w dziele O powstawaniu gatunków unikał dyskusji na temat pochodzenia życia, jednak w korespondencji z przyjaciółmi wyraził przekonanie, że życie mogło powstać w efekcie zachodzenia naturalnych reakcji chemicznych. W liście do Josepha Daltona Hookera z 1 lutego 1871 napisał o możliwości powstania życia w ciepłej małej sadzawce, w warunkach obecnie niewystępujących. Sformułowanie z listu stało się słynne i dało początek współczesnym hipotezom dotyczącym powstania życia.
Do lat 60. XIX wieku rozważania nad powstaniem życia na Ziemi były głównie przedmiotem dociekań filozoficznych i religijnych. Teoria opublikowana przez Darwina oraz prace Pasteura wykluczające powstawanie organizmów we współcześnie panujących warunkach doprowadziły do powstania kontrowersji oraz ożywionego zainteresowania ludzi nauki problemem powstania życia. Zaczęła rozwijać się koncepcja ewolucji chemicznej. Na początku XX wieku wykształciły się dwa nurty rozważań nad powstaniem życia. Pierwszy z nich koncentrował się na metabolizmie jako kryterium życia, a drugi na zdolności do replikacji. Teorie biochemiczne (metaboliczne) oraz genetyczne (molekularna) były rozwijane przez naukowców przez pierwszą połowę XX wieku. Oparin i Haldane, rozwijając nurt metaboliczny, koncentrowali się na możliwości samoistnego powstania minimalnej komórki, w której mogłyby zachodzić procesy warunkujące życie. Troland oraz Muller koncentrowali się na wyjaśnieniu funkcji enzymów oraz genów, jako cząstek decydujących o istnieniu życia. W kolejnych latach stało się możliwe przeprowadzanie doświadczeń weryfikujących przedstawione teorie.

## Hipotezy

### Powstanie życia z materii nieożywionej
Istnieje wiele hipotez dotyczących powstania życia. Grupa hipotez określana jako konwencjonalne zakłada, że pierwsze komórki powstały w wyniku ewolucji chemicznej zachodzącej na Ziemi. Naukowcy zgodnie uznają, że pierwszym organizmem była komórka prokariotyczna o budowie zbliżonej do współcześnie występujących bakterii. Najstarsze ślady komórek w postaci mikroskamieniałości stwierdzono w skałach pochodzących z północno-zachodniego wybrzeża Australii, których wiek oznaczono na 3,465 mld lat. Opisano także starsze ślady o charakterze izotopowym, pochodzące ze skał z wyspy Akilia w pobliżu Grenlandii. Wiek tych skał określono na 3,86 mld lat. Jedna komórka lub populacja organizmów wymieniająca się genami w procesie horyzontalnego transferu genów określana jest przez naukowców jako ostatni uniwersalny wspólny przodek, od którego pochodzą wszystkie organizmy na Ziemi.
Wiek Ziemi oznaczany jest na 4,6 mld lat. Pomiędzy początkiem istnienia Ziemi a okresem, kiedy istniały już pierwsze komórki, musiało dojść do powstania życia, przy założeniu, że powstało ono na Ziemi. W latach 20. XX wieku Oparin w Rosji i Haldane w Anglii, rozwijając ideę samorództwa, zaproponowali model, w którym związki organiczne niezbędne do wytworzenia organizmu powstały w pierwotnej atmosferze Ziemi przy udziale światła słonecznego. Obaj przyjęli, że pierwotny skład ziemskiej atmosfery był zbliżony do składu atmosfery zewnętrznych planet Układu Słonecznego. Atmosfera taka zawierała znaczne ilości wodoru, amoniaku oraz metanu a niewiele tlenu. W efekcie licznych reakcji syntezy oceany zawierały znaczne ilości związków organicznych, co Oparin określił jako zupa pierwotna. Pomysł Oparina i Haldana zweryfikowali w doświadczeniu Stanley Miller i Harold Urey w 1953 roku. Badacze składniki potencjalnej pierwotnej atmosfery Ziemi poddali działaniu światła oraz wyładowań elektrycznych, a następnie zbadali skład roztworu wodnego, będącego odpowiednikiem praoceanu. W prostej symulacji warunków panujących na Ziemi 4–5 mld lat temu w pierwszych doświadczeniach Miller uzyskał przynajmniej 5 aminokwasów, a w kolejnych doświadczeniach uzyskano ich ponad 20.
Eksperyment Millera i Ureya wykazał, że związki organiczne, z których składają się istniejące organizmy, mogły powstać na Ziemi spontanicznie. Nie jest to jednak dowód na powstanie form życia z istniejących nieożywionych organicznych monomerów. Obalona ostatecznie przez Pasteura koncepcja samorództwa nie jest wspierana przez opisane doświadczenie. Dość powszechny wśród biologów jest pogląd, że ze związków chemicznych prakomórka mogła powstać jedynie etapowo z wieloma formami pośrednimi. Jedną z ważnych hipotez dotyczących wczesnych etapów ewolucji na etapie prebiotycznym jest hipoteza świata RNA. Zgodnie z nią RNA mógł powstać z pierwotnej zupy nukleotydów, a dzięki zdolności do katalizy cząsteczki RNA stały się pierwszymi samoreplikującymi się elementami podlegającymi zasadom ewolucji biologicznej. Puryny i pirymidyny powstają w układzie doświadczalnym stworzonym przez Millera i Ureya. Hipoteza RNA jako pierwszego molekularnego nośnika informacji genetycznej została przedstawiona przez Orgela i Cricka w 1968 roku. Kolejnym ważnym argumentem za istnieniem świata RNA było odkrycie w latach 80. XX wieku rybozymów – cząsteczek RNA mających właściwości enzymów. We współcześnie żyjących organizmach informacja genetyczna przechowywana jest w postaci DNA. Do syntezy DNA niezbędne są cząsteczki białka, a zarazem synteza białek wymaga istnienia DNA. Hipoteza świata RNA pozwala wyjść z dylematu, co było pierwsze: jajko (DNA) czy kura (białka). Słabym punktem hipotezy był fakt, że ryboza jest związkiem nietrwałym, a więc nie mogła ulegać akumulacji w pierwotnym oceanie. Rozwiązanie problemu, a zarazem wzmocnienie hipotezy świata RNA, zaproponował Ricardo i wsp. w 2004 roku. Stwierdzili oni, że ryboza staje się stabilna w kompleksie z boranami. Borany zaś powstają podczas krystalizacji skał i powinny występować na powierzchni młodych planet.
Samodzielne istnienie RNA jako pierwotnego materiału genetycznego wiąże się jednak z wieloma teoretycznymi problemami. Potencjalnym rozwiązaniem może być istnienie innego materiału genetycznego poprzedzającego RNA. Jednym z hipotetycznych, poprzedzających świat RNA, jest PNA. Związek o zbliżonych do DNA właściwościach może zostać wytworzony w warunkach laboratoryjnych. Doświadczenia potwierdzają także powstawanie monomerów w warunkach hipotetycznego praoceanu. W hipotezach świata pre-RNA rozważane są także TNA oraz GNA.
Po ustanowieniu się świata RNA, cząsteczki kwasów nukleinowych musiały zyskać możliwość syntezy peptydów i białek. Jest to wymóg wiodący do powstania życia, jakie znamy. Okres ten jest nazywany światem RNP.

### Panspermia
Alternatywę dla hipotez zakładających powstanie życia na Ziemi z materii nieożywionej jest koncepcja panspermii. Opiera się ona na przekonaniu, że „życie pochodzi z życia” i jest rozpowszechnione we Wszechświecie. Koncepcja kosmicznego pochodzenia życia jest obecna już w starożytnych tekstach wedyjskich i buddyjskich oraz została rozwinięta przez greckiego filozofa Anaksagorasa żyjącego około 500 lat p.n.e. Współcześnie promował koncepcję panspermii Svante Arrhenius na początku XX wieku. Hipoteza jest traktowana jako realna ze względu na możliwość przetrwania ekstremofilnych bakterii lub ich zarodników poza Ziemią. Komety, chondryty węgliste, pył kosmiczny i asteroidy mogły mieć znaczenie w dostarczaniu na Ziemię substancji organicznych w początkowym okresie istnienia planety. Zwolennicy koncepcji panspermii Fred Hoyle i Chandra Wickramasinghe uznają, że materiał organiczny pochodzący z kosmosu jest odpowiedzialny za epidemie, powstawanie nowych chorób oraz innowacje genetyczne na poziomie mikroewolucji.

## Życie poza Ziemią
Nie wiadomo, czy życie istnieje na innych planetach niż Ziemia. Próby znalezienia życia w Układzie Słonecznym podjęto w ramach misji Viking w 1976 roku. Astrobiolodzy ze względu na znajomość warunków do rozwoju życia jako potencjalne miejsca jego występowania poza Ziemią wytypowali Marsa oraz księżyc Jowisza – Europę. Wykonane badania nie pozwoliły na stwierdzenie śladów metabolizmu mikrobiologicznego, których poszukiwano.